# Unknown (Magazin)

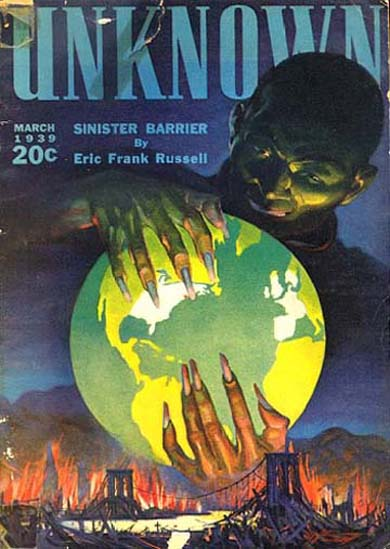
Unknown #1, März 1939

Unknown (ab Herbst 1941 Unknown Worlds) war ein von 1939 bis 1943 in den USA erscheinendes Fantasymagazin. Trotz seiner kurzen Erscheinungsdauer gilt es bis heute als wichtigstes US-Fantasymagazin überhaupt; Galaxy und The Magazine of Fantasy and Science Fiction gelten mit ihrem anspruchsvolleren Stil sowohl im Fantasy-, als auch im Science-Fiction-Bereich als direkte Nachfolger von Unknown. Unknown war daher nur vom Papierformat her noch den eigentlichen Pulps zuzurechnen.
Zu den wichtigsten Autoren von Unknown, die unter der Anleitung des Chefredakteurs John W. Campbell zu einem anspruchsvolleren Stil des Genres beitrugen, zählten vor allem Theodore Sturgeon, L. Sprague de Camp, Lester del Rey, Robert A. Heinlein, A. E. van Vogt, Manly Wade Wellman und Fritz Leiber, aber auch der spätere Scientologygründer L. Ron Hubbard.
1943 stand Campbell aufgrund des Papiermangels während des Krieges vor der Entscheidung, entweder den Erscheinungszyklus von Astounding von ein- auf zweimonatig um- oder Unknown Worlds ganz einzustellen. So kam es zum Ende von Unknown. Insgesamt erschienen 39 Ausgaben.

## Hintergrund
Vor der Gründung von Unknown existierte als einziges US-Magazin, das sich der Fantasy widmete, nur das 1923 gegründete Weird Tales, das in seiner literarischen Qualität noch sehr vom niederen Pulp geprägt war und primär auf billige Schauer- und Horroreffekte setzte.
1937 übernahm John W. Campbell den Chefredakteursposten des SF-Magazins Astounding (ab 1960 Analog), das er konsequent umkrempelte und auf eine anspruchsvollere Qualität ausrichtete. Bereits ein Jahr nach Beginn der Arbeit an Astounding plante Campbell Unknown als Fantasyäquivalent dieses Konzepts. Als er das Manuskript zu Gedankenvampire (OT Sinister Barrier) von Eric Frank Russell zugeschickt bekam, nahm er dies zum unmittelbaren Anlass der Gründung von Unknown. Die Erfolgsaussichten für die Neugründung schienen auch aufgrund des kürzlichen Todes H. P. Lovecrafts, des wichtigsten Autors des unmittelbaren Konkurrenzblatts Weird Tales, gut.

## Ausrichtung und Bedeutung
Ähnlich wie zuvor Astounding setzte Campbell auch bei Unknown auf eine höhere literarische Qualität der veröffentlichten Stories und löste das Genre von seinen starken Horror- und Pulpelementen, die in Weird Tales noch vorherrschten. Vorgabe an die Autoren war, dass das phantastische Element in den Stories nicht einfach dunkel und unerklärlich vom Himmel fiel, sondern konkreten, rationalen Regeln unterworfen und im Rahmen der Handlung mit (pseudo)wissenschaftlichen Erklärungen einhergehen sollte. Als Paradebeispiele für dieses neue Konzept gelten der Mathemagie-Zyklus (OT: The Incomplete Enchanter) von L. Sprague de Camp und Fletcher Pratt und die Novelle Magie GmbH (OT: Magic, Inc.) von Robert A. Heinlein. Der düstere Horrorstil, der das Genre im Magazinbereich bis dahin bestimmt hatte, wurde in Unknown zunehmend durch lichtere und rationalere Stimmungen ersetzt; wo Horror in Unknown noch auftauchte, setzte Campbell auf subtilere Darstellung, während er das Fantasygenre andererseits auch für heitere bis humoreske Erzählungen öffnete.
In diesem Rahmen löste Campbell das Genre auch auf der Handlungsebene zunehmend aus seiner Verhaftung auf historisierende mittelalterliche und viktorianische Stoffe und trug zur Auflösung der Grenze zwischen den Genres SF und Fantasy bei, indem die Stories einen größeren Gegenwartsbezug aufwiesen, wobei die Protagonisten nicht selten erfolgreich auf wissenschaftliche Allgemeinbildung zurückgriffen und mit kombinatorischem Sachverstand aufwarteten; der SF-Historiker Mike Ashley spricht hierbei insgesamt davon, dass Campbell mit Unknown das bis dato recht schlampig gehandhabte Schmuddelgenre Fantasy den strengeren Regeln der SF unterwarf. Nicht zuletzt deshalb, da Unknown trotz seines Fantasyschwerpunktes auch SF veröffentlichte, gilt es als wichtiger Reifungseinfluss für beide Genres, die unter Campbells Ägide von Unknown „erwachsener“ wurden, was schließlich zur Gründung anspruchsvoller SF-Magazine wie insbesondere Galaxy und The Magazine of Fantasy and Science Fiction führte. Laut des SF-Historikers Paul Carter war dieser anspruchsvollere Stileinfluss von Unknown auch auf die SF sogar noch größer als derjenige von Astounding.
Trotz seiner kurzen Erscheinungsdauer bezeichnete Lester del Rey Unknown als das von seiner wenn auch kleinen Fangemeinde meistgeliebte Storymagazin aller Zeiten. Bis zum Auftauchen des Magazine of Fantasy and Science Fiction im Jahre 1949 war es noch vor Astounding Isaac Asimovs Lieblingsmagazin als Leser (so verschlang er neue Ausgaben von Unknown sofort, während sich bei ihm oft fünf oder sechs ungelesene Ausgaben von Astounding stapelten), und er bemühte sich wiederholt, eigene Stories dort unterzubringen, scheiterte aber immer wieder an den hohen Ansprüchen Campbells. Erst Asimovs Story Des Meisters Meister (OT Author! Author!) fand Campbells Gnade, allerdings stellte das Magazin aufgrund des kriegsbedingten Papiermangels 1943 das Erscheinen ein, bevor die Story dort erscheinen konnte; sie erschien erst 1964 im dem verblichenen Magazin gewidmeten Sammelband The Unknown Five (dt. 1968 als Ullstein Kriminalmagazin 11, s. unten).

## Sammelbände

### US-Sammelbände
Nach dem Zweiten Weltkrieg erschienen in den USA eine Reihe von Sammelbänden mit Stories aus Unknown:
| Jahr | Herausgeber                       | Titel                             | Verlag                   |
| ---- | --------------------------------- | --------------------------------- | ------------------------ |
| 1948 | John W. Campbell                  | From Unknown Worlds               | Street & Smith, New York |
| 1963 | Donald R. Bensen                  | The Unknown                       | Pyramid, New York        |
| 1963 | George Hay                        | Hell Hath Fury                    | Neville Spearman, London |
| 1964 | Donald R. Bensen                  | The Unknown Five                  | Pyramid, New York        |
| 1988 | Stanley Schmidt                   | Unknown                           | Baen Books, New York     |
| 1989 | Stanley Schmidt, Martin Greenberg | Unknown Worlds, Tales from Beyond | Galahad Books, New York  |

### Deutsche Sammelbände
In der BRD erschienen gemischte Sammelbände an Stories von verschiedenen Autoren aus Unknown. † bezeichnet Sammelbände, die kein spezieller Unknown-Sammelband sind, aber mehrere Stories aus dem Magazin enthalten. Die Originalveröffentlichungen, von denen die deutschen Bände exakte Äquivalenzveröffentlichungen sind, beziehen sich auf die erste Erscheinung in Buchform. Wo das Feld Originaltitel leer ist, handelt es sich um eigenständige deutsche Zusammenstellungen.
| Jahr | Titel                                                           | Verlag                           | Originaltitel                                                   |
| ---- | --------------------------------------------------------------- | -------------------------------- | --------------------------------------------------------------- |
| 1968 | Ullstein Kriminalmagazin 11                                     | Ullstein                         | The Unknown Five, Pyramid Books 1964                            |
| 1968 | Frankenstein wie er mordet und lacht †                          | Bärmeier & Nikel (auch dtv 1971) |                                                                 |
| 1973 | Ungeheuer †                                                     | Fischer tb                       | The Freak Show, Rapp & Whiting 1970                             |
| 1974 | Stunde der Vampire †                                            | Fischer tb                       | The Midnight People, Leslie Frewin 1968                         |
| 1976 | Raritäten aus des Teufels Küche † (als Vampir Horror-Roman #34) | Pabel                            | The First Mayflower Book of Black Magic Stories, Mayflower 1974 |
| 1978 | Satansbraten à la carte † (als Vampir Horror-Roman #59)         | Pabel                            | Satanic Omnibus, W. H. Allen 1973                               |
| 1979 | Straße der Verdammnis (als Terra Fantasy #66)                   | Pabel                            | The Unknown, Pyramid Books 1963                                 |
| 1985 | Traumreich der Magie - Höhepunkte der modernen Fantasy †        | Heyne                            | A Treasury of Modern Fantasy, Avon 1981                         |
| 1988 | Vampire †                                                       | Bastei Lübbe                     | Vamps: An Anthology of Female Vampire Stories, DAW Books 1987   |

Daneben gab es auch Sammelbände, die speziell einem bestimmten Hausautor von Unknown gewidmet waren und dessen Stories aus Unknown versammelten:
| Jahr | Titel                                                                         | Verlag       | Originaltitel                                                               |
| ---- | ----------------------------------------------------------------------------- | ------------ | --------------------------------------------------------------------------- |
| 1970 | Robert A. Heinlein: Die Zeit der Hexenmeister †                               | Heyne        |                                                                             |
| 1971 | Robert A. Heinlein: Entführung in die Zukunft †                               | Heyne        | The Unpleasant Profession of Jonathan Hoag, Gnome Press 1959                |
| 1974 | Theodore Sturgeon: Licht von den Sternen †                                    | Goldmann SF  | Starshine, Pyramid Books 1966                                               |
| 1977 | Theodore Sturgeon: ES †                                                       | Goldmann SF  | Without Sorcery, Prime Press 1948                                           |
| 1978 | L. Sprague de Camp: Die Räder der Zeit † (als Heyne Science Fiction Classics) | Heyne        | The Wheels of If, Shasta 1949                                               |
| 1979 | L. Sprague de Camp: Reigen der Fabelwesen † (als Terra Fantasy #59)           | Pabel        | The Reluctant Shaman and Other Fantastic Tales, Pyramid Books 1970          |
| 1982 | Theodore Sturgeon: Hinter dem Ende der Zeit †                                 | Goldmann SF  | Beyond, Avon 1960                                                           |
| 1983 | Nelson Bond: Herrn Mergenthwirkers Lobblies                                   | Heyne        | Mr. Mergenthwirker's Lobblies and Other Fantastic Tales, Coward-McCann 1946 |
| 1989 | A. E. van Vogt: Vorstoß ins Unbekannte †                                      | Bastei Lübbe | Out of the Unknown, Fantasy Publishing Company, Inc. 1948                   |

Ebenfalls erschienen Fortsetzungsromane und Zyklen aus Unknown auf Deutsch:
| Jahr | Titel | Verlag                             | Originaltitel                                                        |
| ---- | --- | ---------------------------------- | -------------------------------------------------------------------- |
| 1956 | Norvell W. Page: Der Leibhaftige (als Utopia-Krimi #3) | Pabel                              | But Without Horns (in Five Science Fiction Novels, Gnome Press 1952) |
| 1965 | L. Sprague de Camp: Das Mittelalter findet nicht statt (als Terra Sonderband #97) (heute vor allem bekannt als: Vorgriff auf die Vergangenheit, 1973 bei Ullstein 2000) | Pabel                              | Lest Darkness Fall, Henry Holt 1941                                  |
| 1972 | Eric Frank Russell: Gedankenvampire | Ullstein 2000                      | Sinister Barrier, World's Work 1943                                  |
| 1974 | L. Ron Hubbard: Opfer der Dämonen (als Vampir Horror-Roman #69) | Pabel                              | Fear, Gnome Press 1951                                               |
| 1976 | Fritz Leiber: Spielball der Hexen (als Vampir Horror-Roman #41) | Pabel                              | Conjure Wife (in Witches Three, Twayne Publishers 1952)              |
| 1978 | L. Sprague de Camp: Die Prinzessin und der Löwe (als Terra Fantasy #52)                                                                                                 | Pabel                              | The Undesired Princess, Fantasy Publishing Company, Inc. 1951        |
| 1980 | Jack Williamson: Die Zauberinsel (als Terra Fantasy #72) | Pabel                              | The Reign of Wizardry, Lancer Books 1964                             |
| 1981 | Norvell W. Page: Flammenzauber (als Terra Fantasy #89) | Pabel                              | Flame Winds, Berkley Medallion 1969                                  |
| 1981 | Norvell W. Page: Söhne des Bärengottes (als Terra Fantasy #90) | Pabel                              | Sons of the Bear-God, Berkley Medallion 1969                         |
| 1987 | L. Sprague de Camp: Der Stein der Weisen | Ullstein Science Fiction & Fantasy | Solomon's Stone, Atlas Publishing 1949                               |

Isaac Asimov veröffentlichte in den USA zwei Anthologienreihen mit vielen Stories aus Unknown, von denen die eine den besten Stories eines Jahrganges gewidmet war (Die besten Stories von... (Jahrgangsreihe)), und die andere den besten Stories eines bestimmten Autors (Die besten Stories von... (Autorenreihe)). Beide erschienen Anfang der 80er Jahre bei Moewig in der Reihe Playboy Science Fiction. Die relevanten Bände mit Unknown-Stories:
- Jahrgangsbände:
  - Die besten Stories von 1940 (Moewig 1980)
  - Die besten Stories von 1941 (Moewig 1981)
  - Die besten Stories von 1939 (Moewig 1982)
- Autorenbände:
  - Die besten Stories von Lester Del Rey (Moewig 1980)
  - Die besten Stories von L. Sprague de Camp (Moewig 1981)
  - Die besten SF-Stories von Fredric Brown (Moewig 1981)

Darüber hinaus erschienen bei Heyne in der Reihe Heyne-Anthologien eine Reihe von Bänden mit Stories aus Unknown:
| Jahr | Heyne- Anthologie Nr. | Titel                | Originaltitel                        |
| ---- | --------------------- | -------------------- | ------------------------------------ |
| 1968 | 27                    | 7 Werwolf-Stories †  |                                      |
| 1973 | 37                    | 11 Hexen-Stories †   |                                      |
| 1975 | 47                    | 15 Satan-Stories †   | The Satanists, Neville Spearman 1969 |
| 1978 | 59                    | 17 Dämonen-Stories † |                                      |

Komplexer war die deutsche Veröffentlichungsgeschichte der Zyklen Fafhrd und der Graue Mausling von Fritz Leiber und Mathemagie von L. Sprague de Camp und Fletcher Pratt, die ursprünglich als Einzelstories in Unknown erschienen waren, aufgrund ihres Gesamtumfangs danach aber nicht als Komplettbände in einem Band, sondern nur als Romanzyklen erscheinen konnten. Zum Zyklus um Fafhrd und den Grauen Mausling von Fritz Leiber s. Fritz Leiber#Serien.
Zum Mathemagie-Zyklus von L. Sprague de Camp und Fletcher Pratt:
- Sehr früh erschien 1967 der Band Am Kreuzweg der Welten (OT: The Incomplete Enchanter) als Utopia Zukunftsroman, der bislang sonst nicht auf Deutsch erschienen ist.
- 1974 erschien bei Ullstein 2000 der Band Im Bann der Mathe-Magie, der in der späteren Gesamtausgabe bei Heyne unter dem Titel Die Mauer der Schlangen neu veröffentlicht wurde.
- Anfang der 80er Jahre erschien bei Heyne erst eine annähernde Gesamtausgabe in Einzelbänden in der Reihe Heyne Fantasy Classics und schließlich als einbändige Gesamtausgabe unter dem Titel Mathemagie (auf Grundlage von The Compleat Enchanter: The Magical Misadventures of Harold Shea, Nelson Doubleday / SFBC 1975):

| Jahr | Titel                                    | Originaltitel                                                             |
| ---- | ---------------------------------------- | ------------------------------------------------------------------------- |
| 1981 | An den Feuern des Nordens                | The Roaring Trumpet                                                       |
| 1981 | Die Kunst der Mathemagie                 | The Mathematics of Magic                                                  |
| 1981 | Die stählerne Festung                    | The Castle of Iron                                                        |
| 1982 | Die Mauer der Schlangen                  | The Wall of Serpents                                                      |
| 1982 | Der grüne Magier                         | The Green Magician                                                        |
| 1988 | Mathemagie (Gesamtausgabe in einem Band) | The Intrepid Enchanter: The Complete Magical Misadventures of Harold Shea |

## Weiterführende Literatur
- Michael Ashley: The History of the Science Fiction Magazine, Vol. 2 1936–1945. Chicago 1976: Henry Regnery Company, ISBN 0-8092-8002-7.
- Mike Ashley: The Time Machines: The Story of the Science-Fiction Pulp Magazines from the beginning to 1950, Liverpool 2000: Liverpool University Press, ISBN 0-85323-865-0.
- Isaac Asimov: In Memory Yet Green, Garden City, NY 1979: Doubleday, ISBN 0-385-13679-X.
- Paul A. Carter: The Creation of Tomorrow: Fifty Years of Magazine Science Fiction, New York 1977: Columbia University Press, ISBN 0-231-04211-6.
- Perry A. Chapdelaine, Tony Chapdelaine, George Hay, (1985). The John W. Campbell Letters: Volume 1, Franklin, TN: AC Projects, ISBN 0-931150-16-7.
- John Clute, John Grant: The Encyclopedia of Fantasy, New York (1997): St. Martin’s Press, Inc, ISBN 0-312-15897-1.
- John Clute, Peter Nicholls: The Encyclopedia of Science Fiction, New York 1993: St. Martin’s Press, Inc, ISBN 0-312-09618-6.
- Lloyd W. Currey: Science Fiction and Fantasy Authors: A Bibliography of First Printings of Their Fiction and Selected Nonfiction, Boston 1978: G.K. Hall & Co, ISBN 0-8161-8242-6.
- Lester del Rey: The World of Science Fiction: 1926–1976: The History of a Subculture, New York 1979: Ballantine Books, ISBN 0-345-25452-X.
- David G. Hartwell: The Dark Descent, New York 1987: T. Doherty Associates, ISBN 0-312-93035-6.
- David Kyle: The Pictorial History of Science Fiction, London 1977: Hamlyn, ISBN 0-600-38193-5.
- Donald H. Tuck: The Encyclopedia of Science Fiction and Fantasy, Vol. 1. 1974 Chicago: Advent: Publishers, Inc, ISBN 0-911682-20-1.
- Donald H. Tuck: The Encyclopedia of Science Fiction and Fantasy, Vol. 3. 1982 Chicago: Advent: Publishers, Inc, ISBN 0-911682-26-0.
- Marshall B. Tymn, Mike Ashley: Science Fiction, Fantasy and Weird Fiction Magazines 1985, Westport CT: Greenwood Press, ISBN 0-313-21221-X.